# Nadine (Is It You?)
Nadine (Is It You?), conosciuta anche semplicemente come Nadine, è un brano musicale composto ed interpretato dal cantautore statunitense Chuck Berry, pubblicato su singolo nel 1964 (B-side O Rangutang). Il brano fu la prima canzone pubblicata da Berry dopo aver scontato una pena detentiva in prigione terminata nell'ottobre 1963.

## Il brano
Dopo l'arresto avvenuto nel dicembre 1959, Berry passò un anno e mezzo in prigione, dal febbraio 1962 all'ottobre 1963. In questo lasso di tempo, non pubblicò nuovo materiale.
Nadine venne incisa da Chuck Berry nel novembre 1963 agli studi della Chess Records di Chicago, nel corso della sua prima seduta in studio dopo il carcere. Un'altra canzone registrata durante la sessione, You Never Can Tell, sarebbe anch'essa stata pubblicata su 45 giri.
La composizione rimanda al primo successo di Berry, Maybellene, dove il protagonista "insegue" la ragazza dei suoi sogni, anche se in Nadine la ricerca non è in auto, ma a piedi e in taxi. Come Berry disse a Melody Maker: «Presi Maybellene e da essa tirai fuori Nadine».
Il singolo raggiunse la posizione numero 23 nella classifica Billboard Hot 100 negli Stati Uniti, e la numero 27 nella britannica Official Singles Chart.

## Cover
La canzone è stata reinterpretata da numerosi artisti, tra i quali Bombaj Stampa, Waylon Jennings, Dion, George Thorogood, New Riders of the Purple Sage, Juicy Lucy, Dire Straits, Michael Nesmith, Motörhead, Stan Ridgway, e The Seldom Scene.